# Jon Fogarty
Jon Fogarty, född den 25 maj 1975 i Palo Alto, Kalifornien, USA, är en amerikansk racerförare.

## Racingkarriär
Efter att ha tävlat i Barber Dodge Pro Series mellan 1996 och 2000, med två andraplatser som bäst, började Fogartys nationella karriär i Indy Lights, där han körde under säsongen 2001. Fogarty tog två pallplatser, men skadade sig i en krasch och blev inte bland de tio första i slutställningen. Under 2002 körde han istället i Atlantic Championship, där han avslutade sin första säsong som mästare. Han försökte därefter hitta en körning i CART för 2003, men saknade budget, och fick inga möjligheter. Under den säsongen fick Fogarty göra två inhopp i Atlantic, för att understödja Danica Patrick. Det följdes av en hel säsong 2004, där han återigen bevisade sin kvalitet som Atlantic-förare med en andra titel. Inte heller till 2005 års säsong av Champ Car fick Fogarty någon körning, och han vände sig istället till sportvagnsracing.   
Från och med 2006 års säsong delade Fogarty bil med förre teamkamraten i Atlantic; Alex Gurney, i Rolex Sports Car Series. Under deras första fyra år duon skulle bli mästare såväl 2007 som 2009. Däremellan blev de trea säsongen 2008. Under 2007 tog duon suveräna sju segrar, medan de under 2009 hade en spännande mästerskapsfajt mot Scott Pruett/Memo Rojas och Max Angelelli/Brian Frisselle. Genom en stabil körning i säsongsfinalen på Homestead-Miami Speedway kunde de bägge säkra sin andra titel.

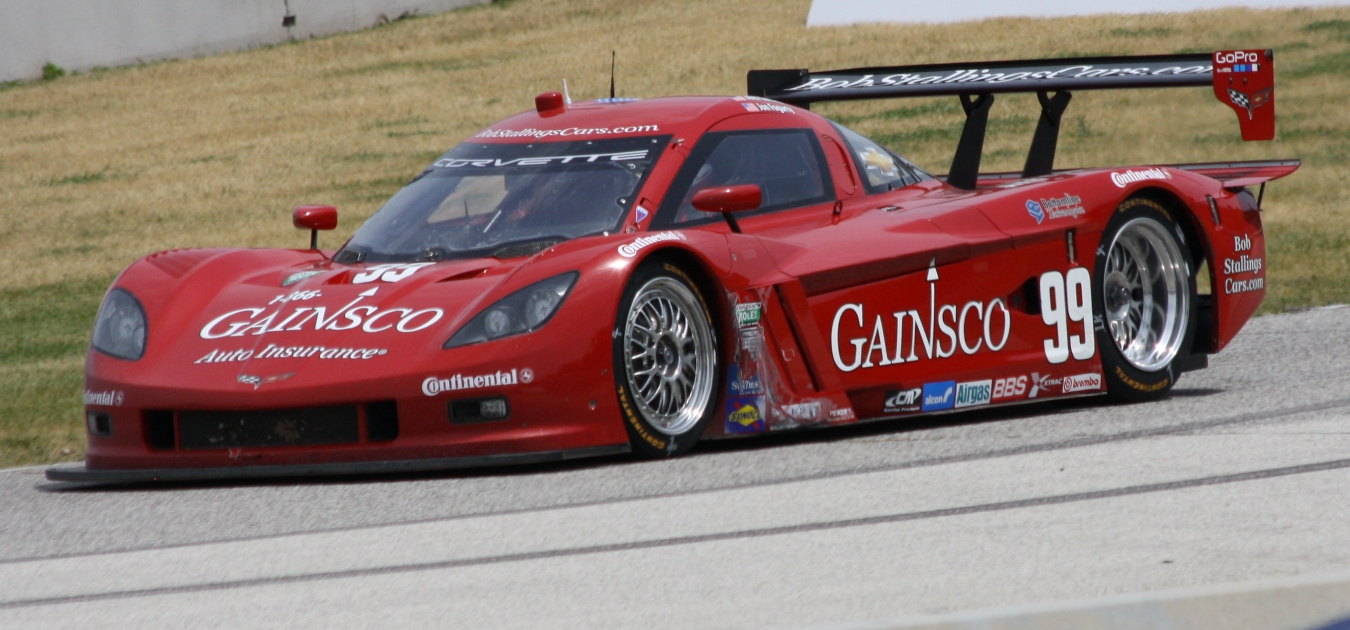
Jon Fogarty på Road America 2012.